# اس‌اس دامینیتور

{{Infobox ship characteristics
اس‌اس دامینیتور (به انگلیسی: SS Dominator) یک کشتی بود که طول آن ۴۴۱ فوت ۶ اینچ (۱۳۴٫۵۷ متر) Length overall بود. این کشتی در سال ۱۹۴۴ (میلادی)|۱۹۴۴]] ساخته شد.